# Pico dos Marins
O pico dos Marins é uma montanha brasileira, situada na serra da Mantiqueira, no Estado de São Paulo. Seu cume está 2 420,7 metros acima do nível do mar, sendo o 26° pico mais alto do país. Formado por um grande maciço rochoso com paredões íngremes, a montanha é um importante destino para quem pratica trekking.

## Falso ponto culminante do estado
Durante muitos anos, o pico dos Marins foi erroneamente considerado o ponto mais alto do estado de São Paulo. Esta informação podia ser encontrada em muitas publicações oficiais e livros escolares. Mais tarde, porém, descobriu-se que vários picos da serra Fina, um setor da serra da Mantiqueira localizado mais a leste, eram bem mais altos. O pico mais alto da serra Fina, a Pedra da Mina, na divisa com Minas Gerais, é reconhecido agora como o verdadeiro ponto culminante do estado de São Paulo, a 2 798 metros - uma diferença de 377 metros a mais que o pico dos Marins, quase a altura do Pão de Açúcar. O pico dos Três Estados, onde se situa o ponto tríplice das divisas dos estados de São Paulo, Minas Gerais e Rio de Janeiro, também é consideravelmente mais alto, a 2 665 metros.
O pico dos Marins é ainda mencionado com frequência, mas também incorretamente, como sendo a montanha mais alta localizada inteiramente dentro do estado de São Paulo (isto é, não localizada na divisa com Minas Gerais ou o Rio de Janeiro). Segundo o Anuário Estatístico 2014 do IBGE, pelo menos duas montanhas da serra Fina são mais altas e estão inteiramente dentro do território paulista: o pico da Cabeça de Touro, a sudoeste do pico dos Três Estados e provavelmente a verdadeira montanha mais alta inteiramente paulista, a exatos 2 600 metros, e o morro do Tartarugão, logo a sudoeste da Pedra da Mina, a 2 595 metros. Os dados topográficos da serra Fina ainda são muito incompletos e é possível que outras montanhas mais altas ainda venham a ser encontradas.
Mesmo assim, o pico dos Marins é uma das montanhas mais altas do estado, destacando-se pela sua imponência e pelo fato de ser um marco geográfico facilmente visível e reconhecível a partir de uma ampla faixa do Vale do Paraíba e das montanhas da Mantiqueira, o que é facilitado pela sua localização fora da crista principal da serra.

## Localização

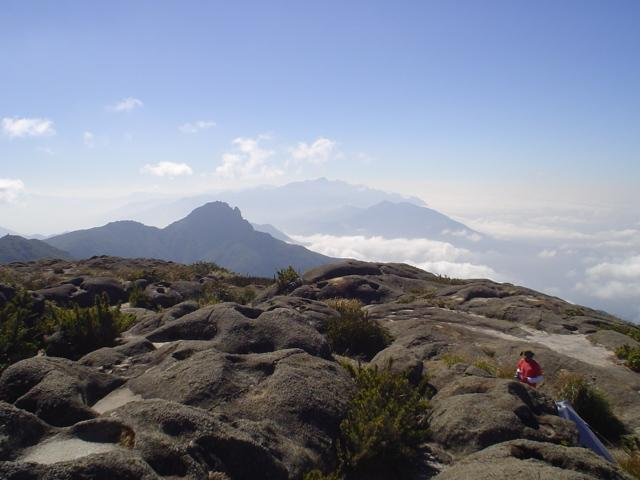
Visão a partir do topo do pico, com o pico do Itaguaré e a serra Fina ao fundo.

O pico localiza-se numa curta ramificação da serra da Mantiqueira, a menos de 1 km ao sul da crista principal e da divisa com Minas Gerais, mas inteiramente dentro do território paulista, na divisa dos municípios de Piquete e Cruzeiro. Suas coordenadas são 22° 30' 09" S 45° 07' 16" O.

## Topografia
O conjunto principal do Maciço dos Marins é constituído por três pontiagudos cumes de pedra, todos com mais de 2 000 metros de altitude e centenas de metros de belos penhascos rochosos. O pico dos Marins, embora seja o mais elevado, é o mais acessível aos montanhistas, graças à sua face norte, menos vertical. Profundos vales cortados por cânions de pedra e vegetação cerrada fazem com que seus vizinhos sejam bem mais difíceis de se alcançar. No sentido norte-sul, sucedem-se os picos dos Marins, Maria e Mariana.

## Ascensão
O pico dos Marins foi escalado pela primeira vez em 1911. O caminho até o seu cume é considerado uma das trilhas de montanha mais bonitas e preservadas do país.
O trekking na subida ao pico é considerado de dificuldade média/pesada. A subida é do tipo conhecido como "escalaminhada", não sendo necessários equipamentos especiais como cordas e grampos. Sempre se deve contar com ajuda de guias para evitar perder-se na trilha.
Não é recomendado subir em dia chuvoso, pois não existe abrigo da chuva ou relâmpagos.
Quem vai passar a noite no topo deve ter atenção especial para evitar a hipotermia, já que mesmo no verão, em algumas madrugadas, a temperatura pode chegar até 0ºC e no inverno atingir até -12ºC.[carece de fontes?]

## Clima
A região compreendida entre o maciço dos Marins e o pico das Agulhas Negras tem algumas das mais baixas temperaturas nacionais - com média anual inferior à de São Joaquim (SC), considerada uma das cidades mais frias do Brasil - chegando facilmente a 0°C no verão e a -12°C no inverno.[carece de fontes?]